# Grande Prêmio da Espanha de 1993
Resultados do Grande Prêmio da Espanha de Fórmula 1 realizado em Barcelona em 9 de maio de 1993. Quinta etapa do campeonato, foi vencido pelo francês Alain Prost, da Williams-Renault.

## Resumo
- Este é o pódio com o maior número de títulos de campeonatos mundiais de pilotos (passados ou futuros); somando os de Prost (1985, 1986, 1989, 1993), Senna (1988, 1990, 1991) e Schumacher (1994, 1995, 2000, 2001, 2002, 2003, 2004), totalizando 14.
- Primeiros pontos de Michael Andretti na categoria depois de quatro abandonos seguidos nas provas anteriores.

## Classificação da prova

### Treinos oficiais
| Pos.   | Nº | Piloto               | Construtor              | Tempo Q1 | Tempo Q2 | Diferença |
| ------ | -- | -------------------- | ----------------------- | -------- | -------- | --------- |
| 1      | 2  | Alain Prost          | Williams-Renault        | 1:19.599 | 1:17.809 | —         |
| 2      | 0  | Damon Hill           | Williams-Renault        | 1:20.400 | 1:18.346 | + 0.537   |
| 3      | 8  | Ayrton Senna         | McLaren-Ford            | 1:20.221 | 1:19.722 | + 1.913   |
| 4      | 5  | Michael Schumacher   | Benetton-Ford           | 1:21.148 | 1:20.520 | + 2.711   |
| 5      | 6  | Riccardo Patrese     | Benetton-Ford           | 1:21.880 | 1:20.600 | + 2.791   |
| 6      | 29 | Karl Wendlinger      | Sauber                  | 1:23.696 | 1:21.203 | + 3.394   |
| 7      | 7  | Michael Andretti     | McLaren-Ford            | 1:22.286 | 1:21.360 | + 3.551   |
| 8      | 27 | Jean Alesi           | Ferrari                 | 1:23.614 | 1:21.767 | + 3.958   |
| 9      | 30 | J. J. Lehto          | Sauber                  | 1:22.801 | 1:22.047 | + 4.238   |
| 10     | 12 | Johnny Herbert       | Lotus-Ford              | 1:23.541 | 1:22.470 | + 4.661   |
| 11     | 28 | Gerhard Berger       | Ferrari                 | 1:23.346 | 1:22.655 | + 4.846   |
| 12     | 26 | Mark Blundell        | Ligier-Renault          | 1:24.107 | 1:22.708 | + 4.899   |
| 13     | 19 | Philippe Alliot      | Larrousse-Lamborghini   | 1:26.698 | 1:22.887 | + 5.078   |
| 14     | 20 | Erik Comas           | Larrousse-Lamborghini   | 1:24.995 | 1:22.904 | + 5.095   |
| 15     | 11 | Alessandro Zanardi   | Lotus-Ford              | 1:23.579 | 1:23.026 | + 5.217   |
| 16     | 9  | Derek Warwick        | Footwork-Mugen/Honda    | 1:23.971 | 1:23.086 | + 5.277   |
| 17     | 14 | Rubens Barrichello   | Jordan-Hart             | 1:24.708 | 1:23.232 | + 5.423   |
| 18     | 25 | Martin Brundle       | Ligier-Renault          | 1:24.748 | 1:23.357 | + 5.548   |
| 19     | 10 | Aguri Suzuki         | Footwork-Mugen/Honda    | 1:24.158 | 1:23.432 | + 5.623   |
| 20     | 23 | Christian Fittipaldi | Minardi-Ford            | 1:24.304 | 1:23.449 | + 5.640   |
| 21     | 15 | Thierry Boutsen      | Jordan-Hart             | 1:24.476 | 1:23.464 | + 5.655   |
| 22     | 22 | Luca Badoer          | Scuderia Italia-Ferrari | 1:26.851 | 1:24.268 | + 6.459   |
| 23     | 3  | Ukyo Katayama        | Tyrrell-Yamaha          | 1:25.607 | 1:24.291 | + 6.482   |
| 24     | 4  | Andrea de Cesaris    | Tyrrell-Yamaha          | 1:27.724 | 1:24.358 | + 6.549   |
| 25     | 24 | Fabrizio Barbazza    | Minardi-Ford            | 1:25.616 | 1:24.399 | + 6.590   |
| 26     | 21 | Michele Alboreto     | Scuderia Italia-Ferrari | 1:26.813 | 1:25.396 | + 7.587   |
| Fonte: |    |                      |                         |          |          |           |

### Corrida
| Pos    | Nº | Piloto               | Construtor              | Voltas | Tempo/Diferença        | Grid | Pontos |
| ------ | -- | -------------------- | ----------------------- | ------ | ---------------------- | ---- | ------ |
| 1      | 2  | Alain Prost          | Williams-Renault        | 65     | 1:32:27.685            | 1    | 10     |
| 2      | 8  | Ayrton Senna         | McLaren-Ford            | 65     | + 16.873               | 3    | 6      |
| 3      | 5  | Michael Schumacher   | Benetton-Ford           | 65     | + 27.125               | 4    | 4      |
| 4      | 6  | Riccardo Patrese     | Benetton-Ford           | 64     | + 1 volta              | 5    | 3      |
| 5      | 7  | Michael Andretti     | McLaren-Ford            | 64     | + 1 volta              | 7    | 2      |
| 6      | 28 | Gerhard Berger       | Ferrari                 | 63     | + 2 voltas             | 11   | 1      |
| 7      | 26 | Mark Blundell        | Ligier-Renault          | 63     | + 2 voltas             | 12   |        |
| 8      | 23 | Christian Fittipaldi | Minardi-Ford            | 63     | + 2 voltas             | 20   |        |
| 9      | 20 | Erik Comas           | Larrousse-Lamborghini   | 63     | + 2 voltas             | 14   |        |
| 10     | 10 | Aguri Suzuki         | Footwork-Mugen/Honda    | 63     | + 2 voltas             | 19   |        |
| 11     | 15 | Thierry Boutsen      | Jordan-Hart             | 62     | + 3 voltas             | 21   |        |
| 12     | 14 | Rubens Barrichello   | Jordan-Hart             | 62     | + 3 voltas             | 17   |        |
| 13     | 9  | Derek Warwick        | Footwork-Mugen/Honda    | 62     | + 3 voltas             | 16   |        |
| 14     | 11 | Alessandro Zanardi   | Lotus-Ford              | 60     | Motor                  | 15   |        |
| Ret    | 30 | J. J. Lehto          | Sauber                  | 53     | Motor                  | 9    |        |
| Ret    | 22 | Luca Badoer          | Scuderia Italia-Ferrari | 43     | Superaquecimento       | 22   |        |
| Ret    | 29 | Karl Wendlinger      | Sauber                  | 42     | Sistema de combustível | 6    |        |
| DSQ    | 4  | Andrea de Cesaris    | Tyrrell-Yamaha          | 42     | Queimou a largada      | 24   |        |
| Ret    | 0  | Damon Hill           | Williams-Renault        | 41     | Motor                  | 2    |        |
| Ret    | 27 | Jean Alesi           | Ferrari                 | 40     | Motor                  | 8    |        |
| Ret    | 24 | Fabrizio Barbazza    | Minardi-Ford            | 37     | Peão                   | 25   |        |
| Ret    | 19 | Philippe Alliot      | Larrousse-Lamborghini   | 26     | Transmissão            | 13   |        |
| Ret    | 25 | Martin Brundle       | Ligier-Renault          | 11     | Peão                   | 18   |        |
| Ret    | 3  | Ukyo Katayama        | Tyrrell-Yamaha          | 11     | Peão                   | 23   |        |
| Ret    | 12 | Johnny Herbert       | Lotus-Ford              | 2      | Suspensão              | 10   |        |
| DNQ    | 21 | Michele Alboreto     | Scuderia Italia-Ferrari |        |                        |      |        |
| Fonte: |    |                      |                         |        |                        |      |        |

## Tabela do campeonato após a corrida
| Pos.   | Piloto             | Pontos |
| ------ | ------------------ | ------ |
| 1      | Alain Prost        | 34     |
| 2      | Ayrton Senna       | 32     |
| 3      | Michael Schumacher | 14     |
| 4      | Damon Hill         | 12     |
| 5      | Mark Blundell      | 6      |
| Fonte: |                    |        |

| Pos.   | Construtor       | Pontos |
| ------ | ---------------- | ------ |
| 1      | Williams-Renault | 46     |
| 2      | McLaren-Ford     | 34     |
| 3      | Benetton-Ford    | 19     |
| 4      | Ligier-Renault   | 10     |
| 5      | Lotus-Ford       | 7      |
| Fonte: |                  |        |

- Nota: Somente as primeiras cinco posições estão listadas.